# Sciopetris pretiosa
Sciopetris pretiosa är en fjärilsart som beskrevs av Henry Tibbats Stainton 1872. Sciopetris pretiosa ingår i släktet Sciopetris och familjen säckspinnare. Inga underarter finns listade.